# Moncontour, Vienne
Moncontour là một xã, tọa lạc ở tỉnh Vienne trong vùng Nouvelle-Aquitaine, Pháp. Xã này có diện tích 41,06 kilômét vuông, dân số năm 2006 là 1009 người. Xã nằm ở khu vực có độ cao trung bình 70 m trên mực nước biển.

## Biến động dân số
| Năm | 1962  | 1968  | 1975  | 1982  | 1990 | 1999 | 2006  |
| --- | ----- | ----- | ----- | ----- | ---- | ---- | ----- |
| Dân số | 1 019 | 1 171 | 1 061 | 1 036 | 929  | 980  | 1 009 |
| From the year 1962 on: No double counting—residents of multiple communes (e.g. students and military personnel) are counted only once. |       |       |       |       |      |      |       |